# Aenictacantha setifera
Aenictacantha setifera är en tvåvingeart som beskrevs av Ronald Henry Lambert Disney 1991. Aenictacantha setifera ingår i släktet Aenictacantha och familjen puckelflugor.
Artens utbredningsområde är Sulawesi. Inga underarter finns listade i Catalogue of Life.